# Cinc vies
Les cinc vies (quinque viae) és el nom que rep un seguit d'arguments per demostrar l'existència de Déu que van ser formulats per Tomàs d'Aquino a la seva Summa Teològica basant-se en la lògica i en la definició tradicional de Déu en la teologia cristiana, aplicant suposicions a partir d'observacions empíriques. Les cinc vies han tingut una llarga tradició de debat en la filosofia posterior.

## Primera via:ex motu
La primera via afirma que tot el que es mou, és mogut per alguna altra cosa però com que el moviment ha de començar en algun moment, ha d'haver un primer motor immòbil, que és Déu. Aquest argument pren la terminologia d'Aristòtil, el qual considera moviment com a sinònim de canvi i no solament com a moviment físic en l'espai. Assimila el motor primer a Déu, ja que aquest en començar la creació inicia l'evolució dels cossos i els esdeveniments i perquè en ser etern, transcendeix el temps que es lliga a tot canvi.
Les crítiques a la primera via comencen preguntant-se per què no pot quelcom moure's a si mateix i, per tant, sí hi hauria un primer motor però no seria immòbil (seria motor i mogut al mateix temps). Els motors podrien ser també múltiples, anul·lant el sil·logisme. La primera via, com moltes d'altres, es basen en la negació de la possibilitat d'una regressió infinita, però no s'explica per què no pot ser així. A més a més, hi ha pensadors, com Parmènides, que neguen el moviment, que consideren pura aparença. Per acabar, la identificació del concepte aristotèlic de primer motor immòbil amb Déu s'ha de demostrar i no donar-la per fet, ja que la divinitat es pot definir de moltes maneres i igualment el motor pot adoptar diferents manifestacions.

## Segona via:ex causa
La segona via es basa en la causa. Si hi ha fets causats per alguna cosa, aquesta cosa pot ser deguda a una altra, i s'arriba finalment a allò que es causa de tota la resta, i que no és causat per res més: Déu. En aquest raonament reprèn els conceptes d'Aristòtil, en aquest cas la causa eficient. Argumenta que si es nega la causa, desapareix l'efecte, cosa que no té sentit, ja que es poden observar els fenòmens, el món, i se sap que té alguna explicació. No es pot admetre que les causes siguin infinites perquè, en posar-les en ordre, la causa segona prové de la primera; si la primera prové d'una altra ja no és primera. Els seus defensors afirmen que per definició perquè quelcom pugui causar algun esdeveniment, primer ha d'existir, ja que l'existència precedeix a qualsevol activitat o propietat; només Déu, que preexisteix, pot ser la causa de tota la resta. Aquesta via s'ha parafrasejat modernament com a argument cosmològic.
Les crítiques segueixen gran part de les objeccions a la via ex motu. No és evident per què no poden existir diferents causes, causes infinites o per què aquestes han de seguir un ordre, és una premissa que no es demostra. La justificació de la "primera causa" és lingüística (si no existís una primera no es podria dir una segona, fins a negar l'efecte) i cau en una fal·làcia. Igualment es pot pensar que cau en la fal·làcia de composició, ja que assegura que com hi ha alguns esdeveniments que tenen causa, tots han de tenir-la. I si s'accepta que tot té una causa, es contradiu amb el pas que afirma que hi ha una causa incausada (Déu). David Hume va negar fins i tot que existeixi el concepte de causalitat, el qual considera una construcció mental consistent a unir dos esdeveniments que coexisteixen sovint.

## Tercera via:ex contingentia
La tercera via defineix la contingència com allò que fa que quelcom pugui ser o no ser. I fa el raonament que totes les coses contingents en algun moment no són (hi ha un moment previ a la seva existència). Com que totes les coses són causades per algun altre agent, com s'ha provat a la segona via, no es pot admetre que en algun moment existís el no-res, ja que aleshores no hi hauria cap element que causés l'existència de tots els altres. Si hi ha sempre alguna cosa existent, és perquè no és contingent (si ho fos, tindria algun moment de no existència), i un ésser no contingent, és a dir, necessari, només pot ser Déu. S'aprecia una influència en el concepte de l'ésser de Parmènides, quan afirma que "el no ser no és".
Els detractors es pregunten per què totes les coses han d'existir i no existir al mateix temps; tot i acceptar que allò contingent en algun moment no existeix, no cal acceptar que tot el que forma el món hagi de no existir o existir al mateix alhora, pot haver-hi una successió de períodes amb diferents elements que causin la resta de coses de moments posteriors. Les crítiques a la segona via segueixen sent vàlides per a la tercera, que la pren com a punt de partida. Aquesta via tal com està formulada suposa un problema per al catolicisme, que afirma que la creació de Déu va ser ex nihilo i, per tant, sí hi ha un moment en què no existeix res.

## Quarta via:ex gradu
La quarta via afirma que tot el que existeix té una sèrie de qualitats que es mesuren per comparació amb altres éssers (hi ha coses més bones o més veritables que unes altres). Per poder tenir sentit la gradació, cal establir un màxim o model, i pel que fa a la bondat i altres virtuts, aquest màxim s'igual amb Déu, que és suma perfecció.
Aquesta via s'assembla a l'argument ontològic d'Anselm de Canterbury i les crítiques que es poden fer a un, s'apliquen a l'altre, principalment quan s'afirma que aquest màxim o punt de comparació no té per què existir, pot ser simplement un ideal (curiosament el mateix Tomàs d'Aquino havia rebutjat l'argument ontològic, però per altres motius). A més a més, la comparació es pot establir a partir d'un mínim o un màxim de qualitats negatives, per la qual cosa el punt de referència no seria Déu, que és el màxim bé.

## Cinquena via:ex fine
La cinquena via afirma que tot tendeix a un fi, fins i tot els cossos no intel·ligents, que no poden haver-se imposat cap finalitat a ells mateixos. Per tant, el fi de tot ha de provenir d'un ésser intel·ligent, que és Déu. Aquesta via és una formulació concreta de l'argument teleològic, de gran tradició posterior, per exemple amb la teoria del disseny intel·ligent. La igualació de Déu amb la intel·ligència superior prové del fet que l'omnisciència és una de les qualitats definitòries de la divinitat cristiana i de la tradició del logos grec.
La principal crítica a la cinquena via sosté que existeix l'atzar i que sovint els éssers intel·ligents i no intel·ligents actuen sense cap fi, per atzar o causalitat i, per tant, no tot es pot explicar amb una essència que dirigeix les accions de tot. El propòsit de les accions pot ser atribuït per un observador extern (l'home) i no estar en la pròpia conducta. Per acabar, la igualació entre intel·ligència suprema i Déu prové de la fe, no es demostra, com els altres atributs divins que empra en les diferents vies: hom ha d'acceptar que la definició de Déu és aquesta i no qualsevol altra per poder assumir els raonaments tomistes.